# Classificazione degli uccelli

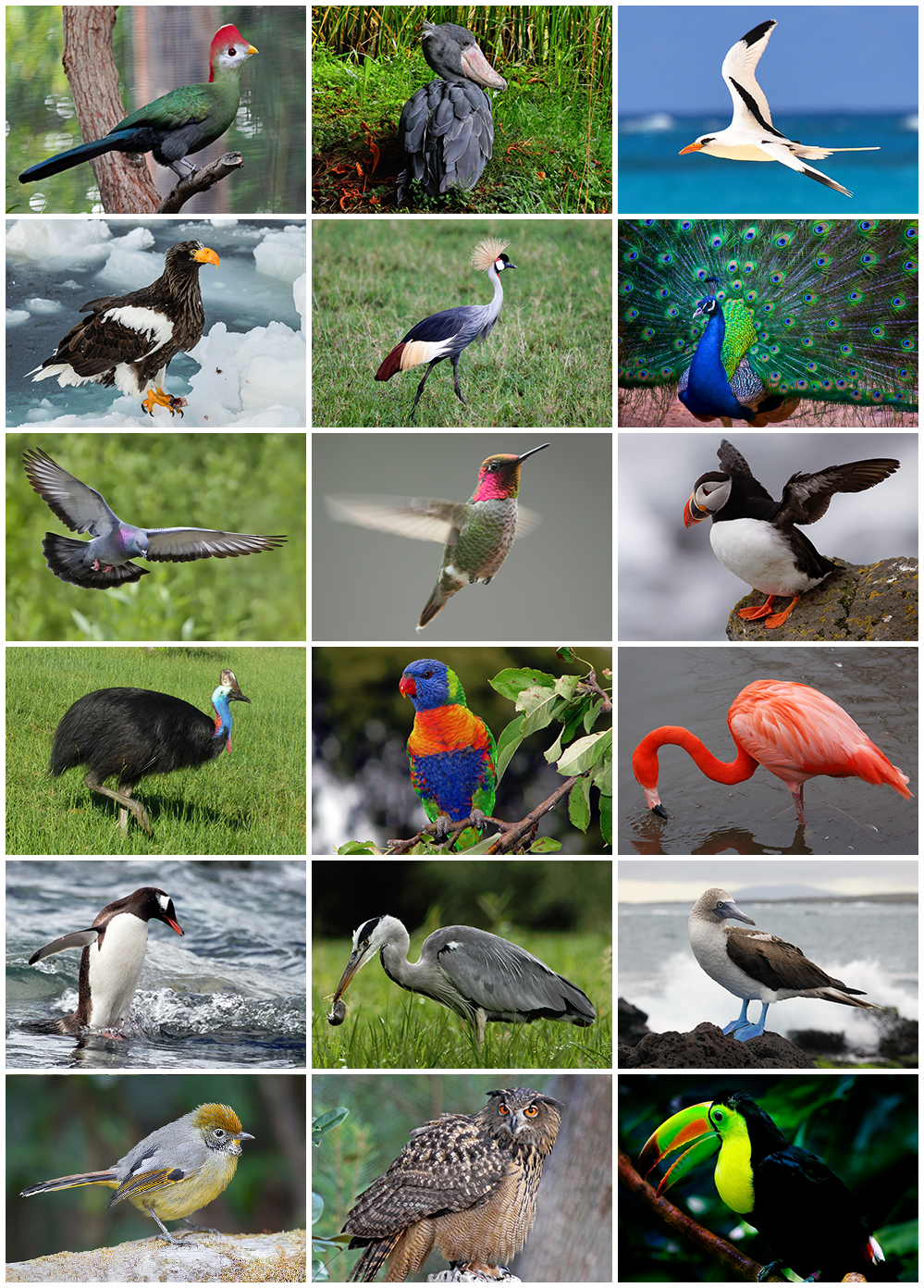
Collage che mostra la grande varietà tra gli uccelli

Secondo la International Ornithologists' Union (ottobre 2018) la classe degli Uccelli comprende 40 ordini e 245 famiglie.
Sottoclasse Neornithes (comprendente tutti gli uccelli viventi)
  Superordine Paleognathae:
- Tinamiformes
  - Tinamidae

- Struthioniformes
  - Struthionidae

- Rheiformes
  - Rheidae

- Apterygiformes
  - Apterygidae

- Casuariiformes
  - Casuariidae

  Superordine Neognathae:
- Anseriformes
  - Anhimidae, Anseranatidae, Anatidae

- Galliformes
  - Megapodiidae, Cracidae, Numididae, Odontophoridae, Phasianidae

- Gaviiformes
  - Gaviidae

- Sphenisciformes
  - Spheniscidae

- Procellariiformes
  - Diomedeidae, Procellariidae, Hydrobatidae, Oceanitidae

- Podicipediformes
  - Podicipedidae

- Phaethontiformes
  - Phaethontidae

- Phoenicopteriformes
  - Phoenicopteridae

- Ciconiiformes
  - Ciconiidae

- Pelecaniformes
  - Threskiornithidae, Ardeidae, Scopidae, Balaenicipitidae, Pelecanidae

- Suliformes
  - Sulidae, Phalacrocoracidae, Anhingidae, Fregatidae

- Accipitriformes
  - Cathartidae, Sagittariidae, Pandionidae, Accipitridae

- Falconiformes
  - Falconidae

- Otidiformes
  - Otididae

- Mesitornithiformes
  - Mesitornithidae

- Cariamiformes
  - Cariamidae

- Eurypygiformes
  - Eurypygidae, Rhynochetidae

- Gruiformes
  - Sarothruridae, Heliornithidae, Rallidae, Psophiidae, Gruidae, Aramidae

- Charadriiformes
  - Turnicidae, Burhinidae, Chionidae, Pluvianellidae, Haematopodidae, Dromadidae, Ibidorhynchidae, Recurvirostridae, Charadriidae, Pluvianidae, Rostratulidae, Jacanidae, Pedionomidae, Thinocoridae, Scolopacidae, Glareolidae, Laridae, Stercorariidae, Alcidae

- Pterocliformes
  - Pteroclidae

- Columbiformes
  - Columbidae

- Psittaciformes
  - Strigopidae, Cacatuidae, Psittacidae, Psittaculidae

- Opisthocomiformes
  - Opisthocomidae

- Musophagiformes
  - Musophagidae

- Cuculiformes
  - Cuculidae

- Strigiformes
  - Tytonidae, Strigidae

- Caprimulgiformes
  - Podargidae, Steatornithidae, Nyctibiidae, Caprimulgidae

- Apodiformes
  - Aegothelidae, Hemiprocnidae, Apodidae, Trochilidae

- Coliiformes
  - Coliidae

- Trogoniformes
  - Trogonidae

- Leptosomiformes
  - Leptosomidae

- Coraciiformes
  - Coraciidae, Brachypteraciidae, Alcedinidae, Todidae, Momotidae, Meropidae

- Bucerotiformes
  - Bucerotidae, Bucorvidae, Phoeniculidae, Upupidae

- Piciformes
  - Galbulidae, Bucconidae, Capitonidae, Semnornithidae, Ramphastidae, Megalaimidae, Lybiidae, Indicatoridae, Picidae

- Passeriformes
  - Acanthisittidae, Sapayoidae, Eurylaimidae, Pittidae, Furnariidae, Thamnophilidae, Formicariidae, Grallariidae, Conopophagidae, Rhinocryptidae, Melanopareiidae, Tyrannidae, Cotingidae, Pipridae, Tityridae, Menuridae, Atrichornithidae, Ptilonorhynchidae, Climacteridae, Maluridae, Meliphagidae, Dasyornithidae, Pardalotidae, Acanthizidae, Pomatostomidae, Orthonychidae, Cnemophilidae, Melanocharitidae, Paramythiidae, Callaeidae, Notiomystidae, Psophodidae, Platysteiridae,  Malaconotidae, Machaerirhynchidae, Vangidae, Pityriaseidae,  Artamidae, Rhagologidae, Aegithinidae, Campephagidae, Mohouidae, Neosittidae, Eulacestomidae Oreoicidae, Pachycephalidae, Laniidae, Vireonidae, Oriolidae, Dicruridae, Rhipiduridae, Monarchidae, Corvidae, Corcoracidae, Melampittidae, Ifritidae, Paradisaeidae, Petroicidae, Picathartidae, Chaetopidae, Eupetidae, Bombycillidae, Ptiliogonatidae, Hypocoliidae, Dulidae, Mohoidae, Hylocitreidae, Stenostiridae, Paridae, Remizidae, Panuridae, Nicatoridae, Alaudidae, Pycnonotidae, Hirundinidae, Pnoepygidae, Macrosphenidae, Cettiidae, Scotocercidae, Erythrocercidae, Aegithalidae, Phylloscopidae, Acrocephalidae, Locustellidae, Donacobiidae, Bernieridae, Cisticolidae, Timaliidae, Pellorneidae, Leiothrichidae, Sylviidae, Zosteropidae, Modulatricidae, Promeropidae, Irenidae, Regulidae, Elachuridae, Hyliotidae, Troglodytidae, Polioptilidae, Sittidae, Tichodromidae, Certhiidae, Mimidae, Sturnidae, Buphagidae, Turdidae, Muscicapidae, Cinclidae, Chloropseidae, Dicaeidae, Nectariniidae, Passeridae, Ploceidae, Estrildidae, Viduidae, Peucedramidae, Prunellidae, Motacillidae, Urocynchramidae, Fringillidae, Calcariidae, Rhodinocichlidae, Emberizidae, Passerellidae, Calyptophilidae, Phaenicophilidae, Nesospingidae, Spindalidae,  Zeledoniidae, Teretistridae, Icteriidae, Icteridae, Parulidae, Mitrospingidae, Cardinalidae, Thraupidae
  - Incertae sedis: Graueria, Hylia, Pholidornis